# Vybraná slova (Vladimír Merta)
Vybraná slova (1988) je EP Vladimíra Merty. Jde o první nahrávku po deseti letech od alba P.S., během kterých byl Merta vládnoucí stranou zakazován a pronásledován StB. Obsahuje čtyři autorské písně.

## Seznam písní
1. Harmonie – 3:25
2. Dobrodruh – 3:24
3. Antabus blues – 3:30
4. Vybraná slova – 2:25

## Nahráli
- Vladimír Merta – zpěv, kytara, foukací harmonika (2–4), kuchyňské lžíce (4), brumle (4)
- Jan Hrubý – housle
- Jaroslav Nejezchleba – violoncello
- Bambini di Praga, řídí Bohumil Kulínský (1)